# Sandrine Caron
Pour les articles homonymes, voir Caron.
Sandrine Caron, de son vrai nom Sandrine Juliette Eugénie Couturon, est une actrice française, née le 17 mars 1965 à Savigny-sur-Orge (Essonne) et morte le 13 septembre 2004 à Paris 3e.

## Biographie
Morte d'un cancer le 13 septembre 2004 à l'âge de 39 ans, elle est inhumée au cimetière nouveau de Juvisy-sur-Orge (Essonne).

## Filmographie

### Cinéma
- 1989 : Jour après jour d'Alain Attal, avec Jacques Penot, Pierre-Loup Rajot et Jeanne Moreau
- 1989 : Mes meilleurs copains de Jean-Marie Poiré, avec Gérard Lanvin, Christian Clavier, Jean-Pierre Bacri, Jean-Pierre Darroussin et Philippe Khorsand
- 1989 : Thank You Satan d'André Farwagi, avec Carole Laure, Patrick Chesnais et Bernard Le Coq
- 1992 : Le Bal des casse-pieds d'Yves Robert, avec Jean Rochefort, Miou-Miou, Jean Carmet et Jacques Villeret
- 1997 : Adios ! de Nicolas Joffrin
- 1997 : Alliance cherche doigt de Jean-Pierre Mocky, avec Guillaume Depardieu, François Morel, Carmen Maura et Anne Coesens
- 1998 : Une chance sur deux de Patrice Leconte, avec Jean-Paul Belmondo, Alain Delon et Vanessa Paradis
- 1998 : La Mort du Chinois de Jean-Louis Benoît, avec José Garcia, Denis Podalydès, Isabelle Carré et François Berléand
- 2000 : Le Page de garde court métrage d'Éric Mahé
- 2002 : L'Étang court métrage de Jean-Marie Omont

### Télévision
- 1991 : Zorro épisode Un pour tous et tous pour un de Ray Austin
- 1992 : Seulement par amour Francesca de Giovanni Ricci : Camille Delaunay
- 1993 : Highlander épisode Le Poison redoutable de Robin Davis : Nathalie
- 1995 : Le Cauchemar d'une mère de Éric Woreth : Caroline
- 1996 : Les Anneaux de la gloire de Jean-Luc Miesch : Fifi
- 1996 : Le Grand Feu de Fabrizio Costa
- 1997 : La Sauvageonne de Stéphane Bertin : Caro
- 1998 : Une si jolie mariée de Jacques Audoir : Caro
- 1998 : Nestor Burma épisode Les Affaires reprennent de Philippe Venault : Flora Portal
- 1998 : Commandant Nerval épisode Frères ennemis de Arnaud Sélignac : Maud
- 1999 : Juliette de Jérôme Foulon : Justine
- 2000 : La Crim' épisode L'Oiseau fou de Dennis Berry : Agnès Véline
- 2002 : L'Été rouge feuilleton de Gérard Marx : Catherine Renoux

### Clips
- 1987 : Clip de la chanson Que je t'aime pour le concert de Johnny Hallyday à Bercy
- 1987 : Clip de la chanson Baby Boom de Buzy
- 1988 : Clip de la chanson J'ai faim de toi de Sandy Stevens
- 1988 : Clip de la chanson Et le temps n'attend pas des Innocents
- 1995 : Clip de la chanson Rester libre de Johnny Hallyday

### Publicité
- Années 1990 : publicités Nescafé avec Jean-Michel Noirey